# Ludwig Pfeiffer
För andra betydelser, se Ludwig Pfeiffer (olika betydelser).
Ludwig (Louis) Karl Georg Pfeiffer, född 4 juni 1805 i Kassel, död där 2 oktober 1877, var en tysk läkare och botaniker. Han var son till juristen Burkhard Wilhelm Pfeiffer.
Pfeiffer var läkare i Kassel från 1826, i Polen från 1831, men övergav snart denna verksamhet för att ägna sig åt författarskap och resor. Han företog en zoologisk resa till Kuba 1838–1839. Hans zoologiska arbeten handlar mest om molluskerna. Efter ett långvarigt studium av de då ännu outredda kaktusväxterna grundlade Pfeiffer denna familjs systematik genom sina arbeten Beschreibung und Synonymik der in deutschen Gärten lebend vorkommenden Kakteen (1837) och (delvis tillsammans med Christoph Friedrich Otto) Abbildungen und Beschreibungen blühender Kakteen (1843–1850). Dessutom gjorde han sig känd genom de båda stora uppslagsverken Synonymia botanica locupletissima generum et cetera (1870) och Nomenclator botanicus (1–4, 1871–1874). Pfeiffer var även på konkyliologins område en enastående flitig författare, som vunnit rykte för sina många och omfångsrika arbeten, särskilt rörande lungsnäckorna, som Monographia heliceorum viventium (tillsammans med Rudolf Amandus Philippi, 8 band, 1848–1881) och Novitates conchologicae (5 band, 1854–1879). Han var också en talangfull tecknare och utövande musiker.
Auktorsnamnet Pfeiff. kan användas för Ludwig Pfeiffer i samband med ett vetenskapligt namn inom botaniken; se Wikipediaartiklar som länkar till auktorsnamnet.